# Angiospermivora
Angiospermivora – proponowany klad owadów z rzędu motyli.
Klad ten obejmuje dwa podrzędy motyli: Heterobathmiina i Glossata. Nazwę utworzyli J.C. Regier i współpracownicy, nawiązując do faktu, że gąsienice większości gatunków odżywiają się roślinami okrytonasiennymi. Cechy wspólne larw obu podrzędów obejmują obecność listewki adfrontalnej i hipostomalnej oraz niezesklerotyzowanego regionu pośrodku nadgębia, a także przemieszczenie czułków na boczną krawędź puszki głowowej. Jedną z wspólnych cech imagines jest pierwotna obecność na biczyku czułków sensilla auricillica (wtórnie mogą być różnie zmodyfikowane).
Monofiletyzm kladu uzyskał bardzo silne wsparcie w analizie molekularnej przeprowadzonej w 2015 roku przez Regiera i innych.